# Дезожье, Марк Антуан Мадлен
Марк Антуан Мадлен Дезожье (фр. Marc-Antoine-Madeleine Désaugiers; 17 ноября 1772, Фрежюс — 9 августа 1827, Париж) — французский композитор, драматург, поэт-песенник, водевилист и шансонье.

## Биография
Сын композитора Марка Антуана Дезожье. Обучался в парижском Коллеже Четырёх Наций, где одним из его педагогов был Жюльен-Луи Жоффруа. Позже поступил в духовную семинарию Сен-Лазар с целью стать священником, но вскоре отказался от своего намерения.
В 1791 году вместе со своим отцом поставил небольшую оперу, по мотивам комедийной пьесы Мольера «Лекарь поневоле».
Во время Великой французской революции бежал в Сан-Доминго, где застал восстание чернокожих рабов, попал в плен, едва спасся, добравшись до США. Жил, давая уроки игры на фортепиано.

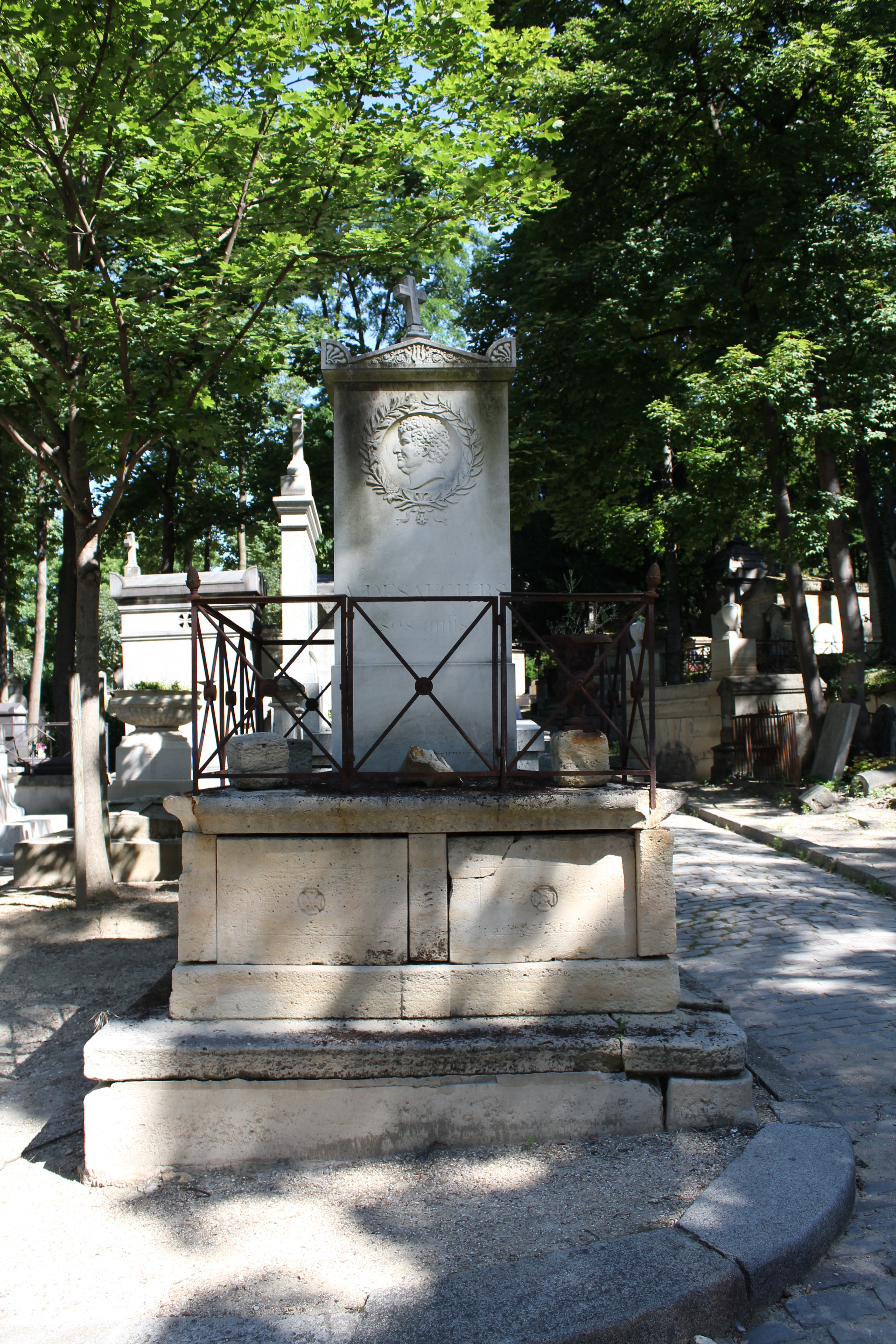
Могила Марка Антуана Мадлена Дезожье на кладбище Пер-Лашез

В 1797 году вернулся на родину и через несколько лет прославился как автор музыкальных комедий, опер и водевилей, которые были поставлены на сценах театров.
Автор веселых и сатирических песен, которые сравнивали с песнями Беранже.
С 1815 по 1820 года руководил Театром водевиля в Париже. Участник гогетт. Часто сотрудничал с Эженом Скрибом.
Похоронен на кладбище Пер-Лашез.

## Избранные сочинения
- Le Valet d’emprunt (1807);
- Monsieur Vautour (1811);
- Le Règne d’un terme et le terme d’un règne
- Опера «Две сильфы» (1781)